# گوش موش (سرده)
گوش موش (نام علمی: Parietaria) نام یک سرده از تیره گزنه‌ایان است.